# Windmühle und Mühlencafé Woldegk

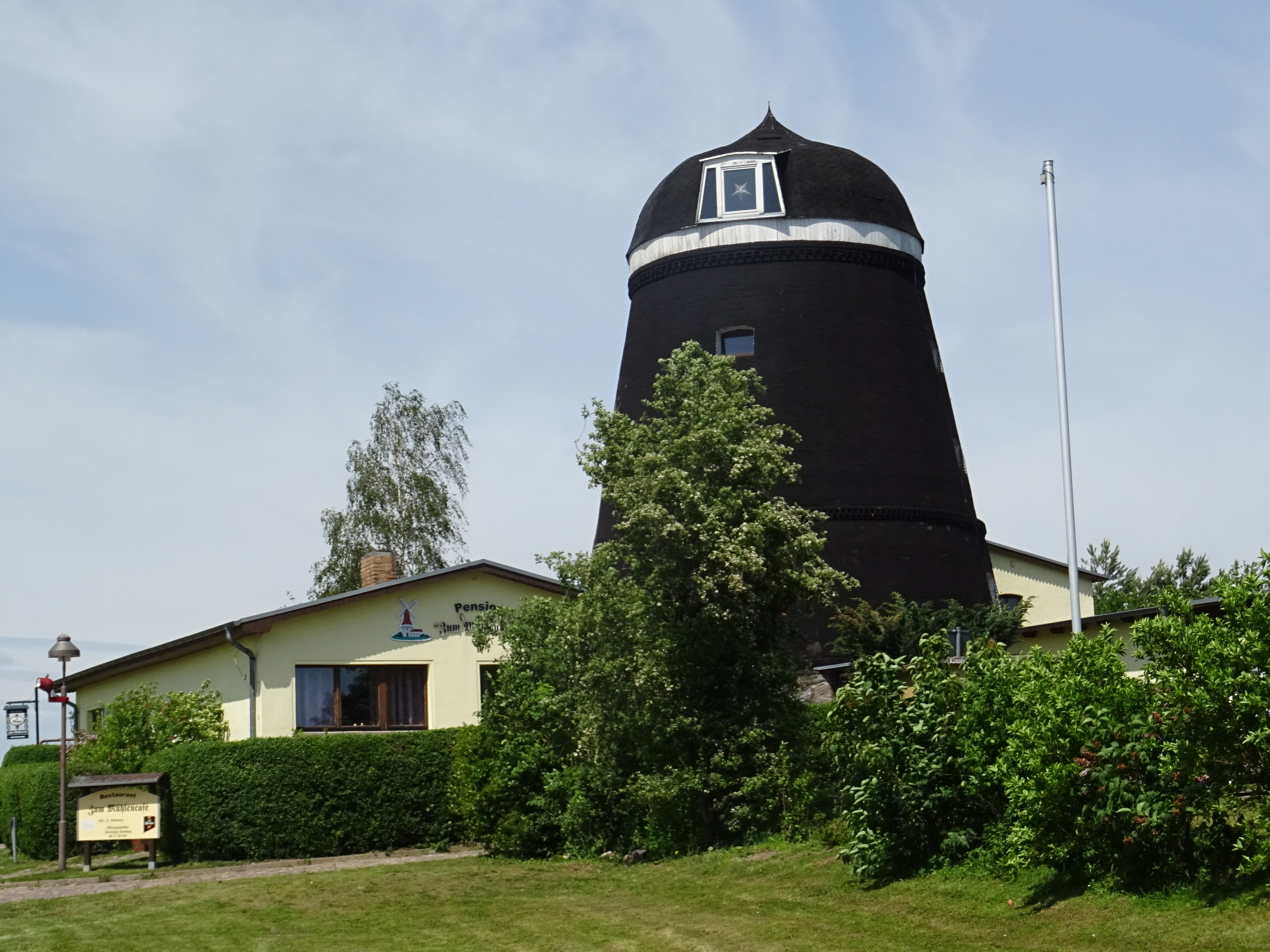

Die Windmühle und Mühlencafé in Woldegk (Landkreis Mecklenburgische Seenplatte, Mecklenburg-Vorpommern) am Mühlendamm wurde um 1859 gebaut und ist heute ein Restaurant und eine Pension.
Das Gebäude steht unter Denkmalschutz.

## Geschichte
Woldegk, die Stadt der Windmühlen mit 4315 Einwohnern (2019), wurde zwischen 1236 und 1250 angelegt und war eine wichtige Grenzstadt der Herrschaft Stargard.
Woldegk liegt am Fuße einer Erhebung, dem 179 Meter hohen Helpter Berg. Deshalb wurde hier zum Ende des 16. Jahrhunderts die erste von mehreren Windmühlen erbaut. Es sind von den ursprünglich sieben Mühlen noch fünf gut erhaltene unterschiedliche Mühlen außerhalb der Altstadt am Mühlenrundweg erhalten: Buddesche Mühle, Ehlertsche Mühle, Cafémühle sowie etwas entfernter die Fröhlckesche Mühle (Seemühle) und die Gotthunskampmühle (Töpfermühle), die beide nur von außen betrachtet werden können.
Zunächst stand hier eine abgerissene Bockwindmühle. Die viergeschossige runde Holländerwindmühle als Turmmühle mit einem hölzernen Turm (Rumpf) und der drehbaren geschweiften Haube (oder Kappe) wurde 1859 von Müllermeister Julius Hundt gebaut. Hundt war wegen seiner Streiche als ein Woldegker Original bekannt. Die Mühle wechselte viermal den Besitzer. 1889 erwarb der Müllermeister Wilhelm Ehlert die Mühle. 1920 übernahm sie sein Enkel Willy Ehlert († 1976) und betrieb sie bis in die 1950er Jahre nun mit Windkraft und einem Elektromotor sowie einem erhaltenen Dieselmotor. 1976 übernahm die Enkelin die stark verfallende Mühle. Der marode Mühlenkopf musste 1978 durch ein flaches Notdach ersetzt werden. Um 1987/88 wurde die Haube restauriert.
Im November 1988 konnte das Mühlencafé eröffnet werden, welches seit 1994 von der Urenkelin Ulrike Ramme als Restaurant und Café betrieben wird.